# Émile Mage
Pour les articles homonymes, voir Mage (homonymie).
Émile Mage (Nesle, 1836-Brest, 1908) est un photographe français, actif des années 1860 au tout début du XXe siècle.

## Biographie
Joseph Émile Mage naît le 20 juillet 1836 à Nesle, de Jean Joseph Mage, marchand, et Olympe Boulonois. Son frère aîné, Henri Léon, est né quatre ans avant lui.
Il s'installe à Brest probablement au début des années 1860. En 1863, photographe, il s'y marie. Dans son atelier, situé au 105[réf. nécessaire] puis au 107 rue de Siam, il commercialise des photos-cartes de visite, des vues prétendument stéréoscopiques (les deux clichés assemblés par Émile Mage étant en réalité parfaitement identiques, la vision en relief n'est pas possible) et réalise des séries de vues pittoresques et de costumes de Bretagne,.
Membre de la Société française de photographie[réf. nécessaire], il participe aux expositions de 1874 et 1876 à l'issue desquelles il est récompensé d'une mention honorable. Au dos de ses clichés, il indique qu'il est chargé par le ministère de l'Instruction et des Beaux-Arts de photographier les monuments historiques de la Bretagne.
Il meurt le 7 juin 1908 à Brest.

## Descendance
Ses trois fils sont devenus photographes, : l'aîné, Émile Joseph Marie (Brest, 1864-Brest, 1911), a exercé à Guingamp. Le second, Henri Édouard (Brest, 1869-Paris, 1924), était installé à Paris. Le plus jeune, Georges Henri (Brest, 1873-Brest, 1893), travaillait probablement avec son père quand il est décédé à l'âge de vingt ans, au 107 rue de Siam.
Sa deuxième fille Lucie s'est mariée avec le photographe brestois Henri Calvez.

## Galerie

Œuvres d'Émile Mage
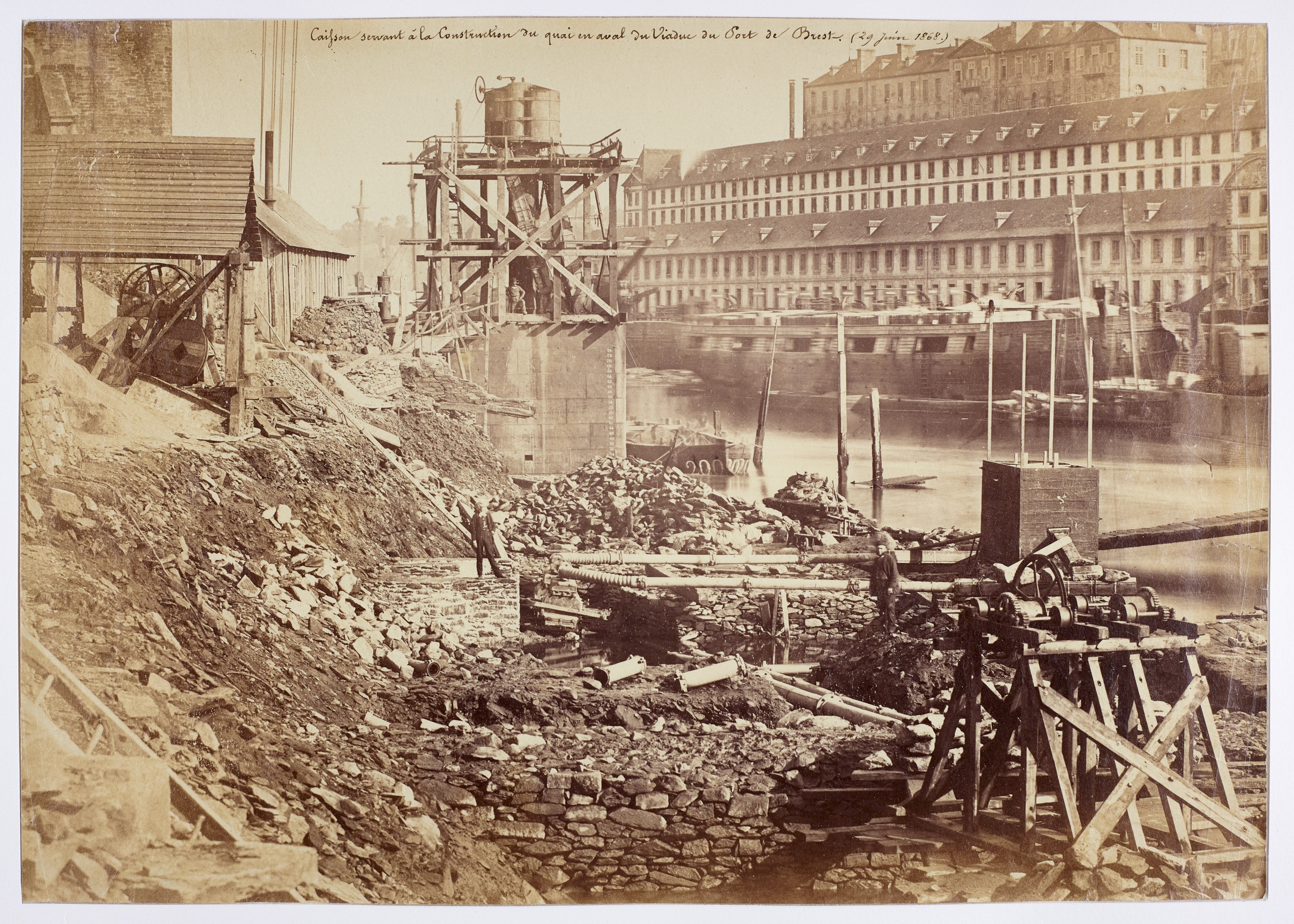
Caisson servant à la construction d'un quai à Brest (1868)
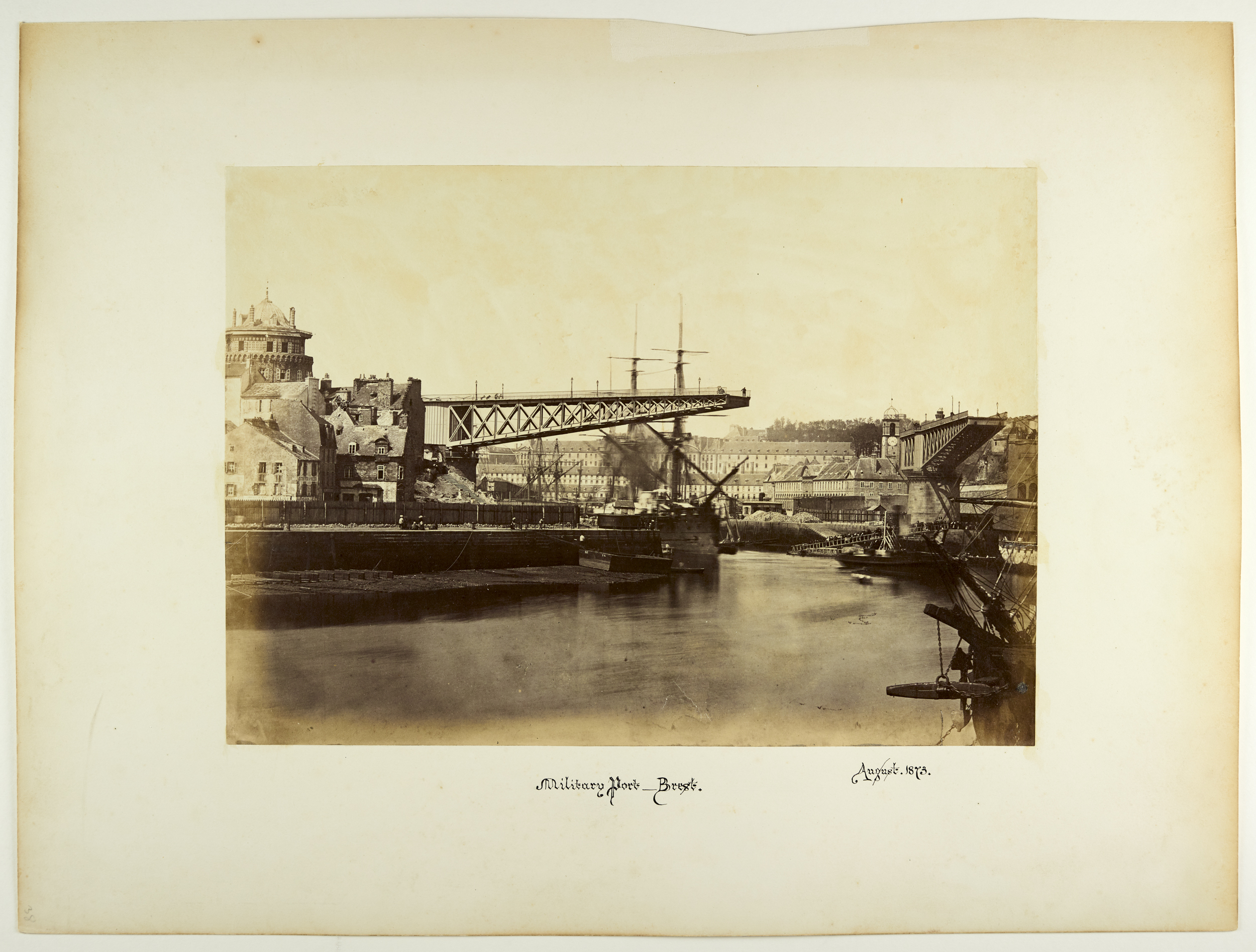
Military port - Brest (1875).
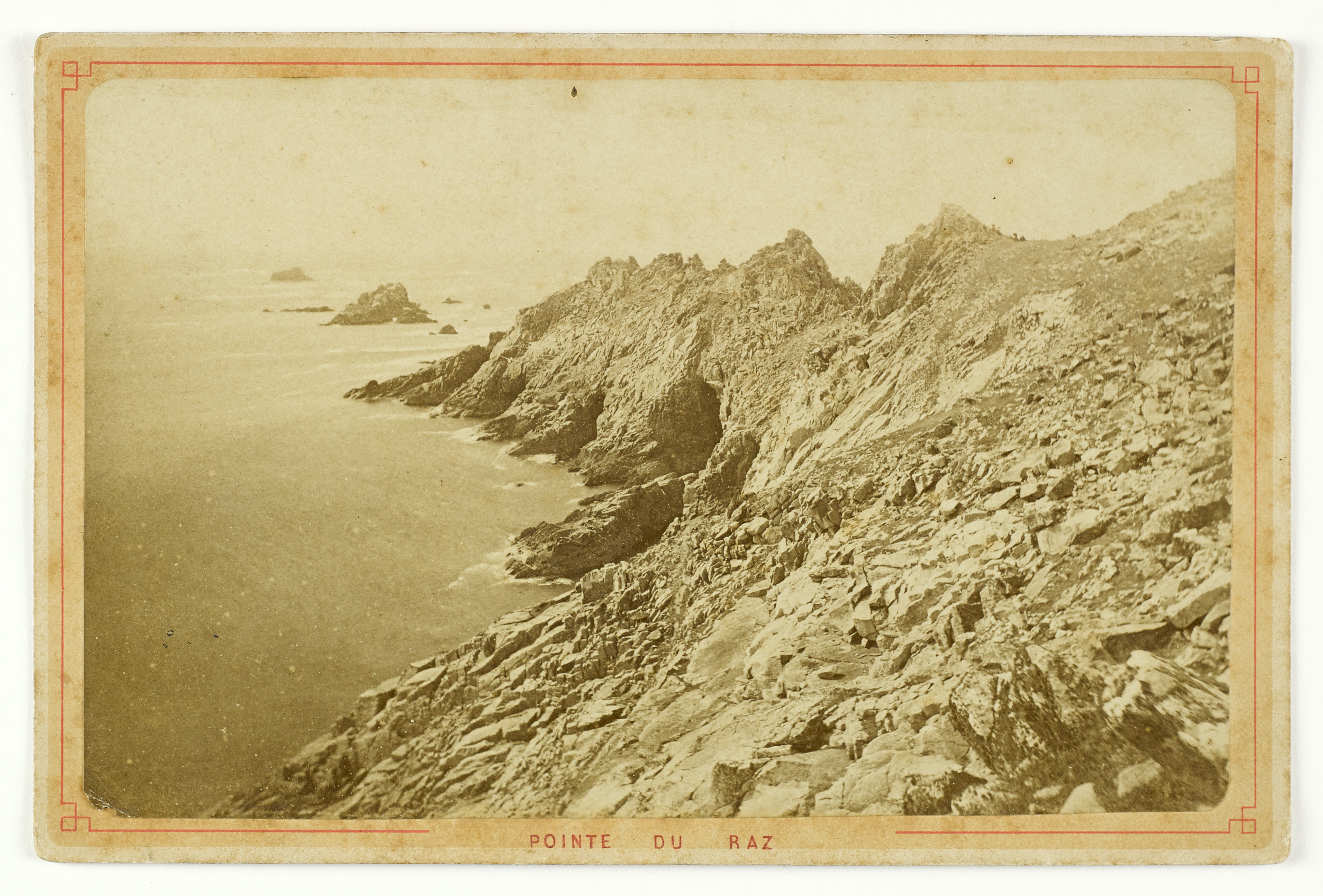
Pointe du Raz (1880).
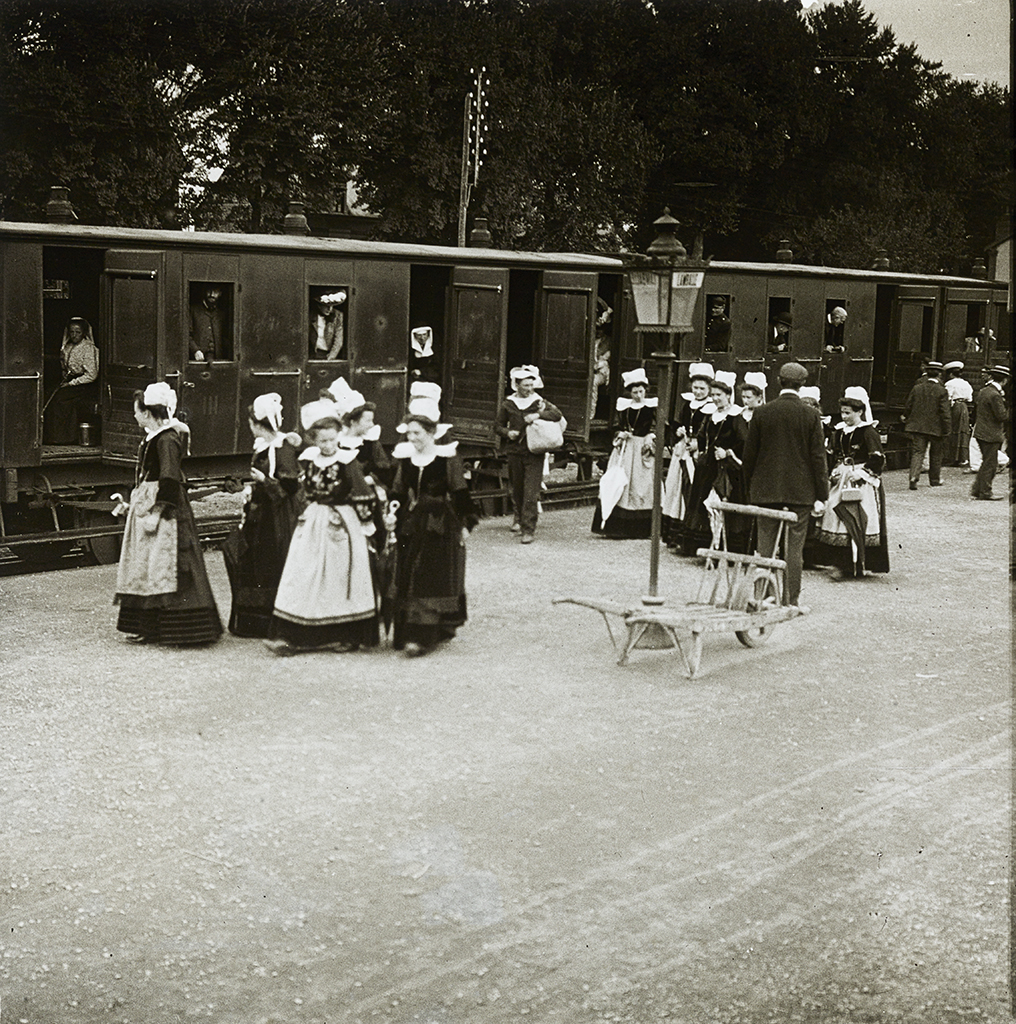
Gare de Lamballe

## Collections
- Archives départementales du Finistère
- BnF, Département des estampes et de la photographie
- Musée départemental breton
- Musée de Bretagne - Écomusée du pays de Rennes
- Musée des Beaux-Arts de Brest[16]
- Musée d'Orsay